# Personaggi di Mai-HiME

Il cast dei personaggi dell'anime nella sigla di apertura di Mai-HiME

Di seguito sono elencati i principali personaggi della serie di manga ed anime giapponese Mai-HiME.

## Tokiha Mai
Mai Tokiha (鴇羽 舞衣?, Tokiha Mai): 
Seiyu: Mai Nakahara
È una studentessa appena trasferitasi, in compagnia del fratello minore Takumi, nella Terra di Fuuka, con l'intento di frequentare l'accademia Fuuka Gakuen. Orfana di entrambi i genitori, si prende cura del fratellino minore, per altro malato di cuore, lavorando part-time dopo le lezioni scolastiche. Mai fa parte del gruppo delle HiME e i suoi Elements sono composti da un set di quattro anelli d'oro con smeraldi magatama che le avvolgono mani e piedi.
Sebbene per buona parte della serie Mai sia convinta del fatto che la sua MIP sia suo fratellino Takumi, solo in seguito si apprenderà come la persona più importante della sua vita sia invece Tate.

### Kagutsuchi
È il Child che accompagna Mai durante l'evolversi della vicenda. A livello visivo ricorda un ibrido fra un drago ed una fenice. Al centro del suo muso è chiaramente visibile una spada che vi fu conficcata trecento anni prima delle attuali vicende dall'allora Principe d'ossidiana, con lo scopo di sigillare i poteri del Child. Kagutsuchi, infatti, nel precedente ciclo del Carnival delle HiME era compagno di Mashiro.
Insieme a Duran, è l'unico Child che nella serie mostra due diverse forme.

## Kuga Natsuki
Natsuki Kuga (玖我なつき?, Kuga Natsuki): 
Seiyu: Saeko Chiba
Studia al Fuuka Gakuen, ma in realtà conduce una doppia vita. Di giorno, è una semplice studentessa dell'accademia che fatica a raggiungere i voti necessari per la promozione, più per la naturale ribellione che prova nei confronti di tutto quanto è costituito e per le sue frequenti assenze che non per mancanza d'intelligenza.
A prendersi particolarmente cura della sua carriera scolastica è il professore Sakomizu Kaiji, per altro membro segreto del Primo Distretto.
Di notte, invece, Natsuki si trasforma in un'altra persona. Protetta dal buio, frequenta bar malfamati per portare avanti, grazie alla sua fitta rete di informatori (fra cui il misterioso Yamada), le ricerche sul Primo Distretto e vendicare la morte di sua madre, Saeko.
Come HiME, i suoi Elements sono composti da una coppia di pistole che sparano proiettili di ghiaccio. Per quanto riguarda la sua MIP, per buona parte della serie Natsuki è convinta che la sua persona più importante sia proprio la madre defunta, ma solo alla fine si scoprirà – con l'evoluzione di Duran – come in realtà essa sia Shizuru. Questa particolare rivelazione, insieme ai sentimenti che Shizuru prova nei confronti di Natsuki, rendono le due un chiaro esempio di personaggi yuri, per altro estremamente amate dai fan del genere e chiamate affettuosamente ShizNat.

### Duran
È il Child di Natsuki e si presenta nella forma di un lupo. Il suo nome ricorda quello del cagnolino di Natsuki quando la stessa guerriera era ancora una bambina. Duran possiede una coppia di cannoni sulla schiena in grado di sparare proiettili di diversa natura: di luce (creano un forte flash), di cromo (creano uno scudo difensivo), d'argento (creano barre di ghiaccio).
Insieme a Kagutsuchi, è l'unico Child ad evolversi durante la serie. La sua evoluzione, che consiste nell'aumento spropositato delle sue dimensioni, è spiegata da Natsuki a Shizuru durante il loro confronto finale, quando Natsuki stessa si rende conto che sta affrontando la persona più importante della sua vita. Non è quindi fuori luogo che sia la stessa Natsuki a dire, in tal proposito:
- “Il Child, un essere enorme nato dall'affetto per la persona amata. Più forte è il sentimento e più potente diventa il Child.”

### Primo Distretto
È una società segreta, la cui natura rimane ambigua per tutto Mai-HiME e che si contrappone alla Searrs Foundation, anch'essa fondazione segreta. Del Primo Distretto si sa soltanto che compie esperimenti sulle capacità delle HiME di materializzare fotoni e che proprio per il Primo Distretto lavorava la madre di Natsuki, Saeko, prima di essere uccisa. Il misterioso John Smith, uomo della Searrs Foundation, in cambio di informazioni su Miyu, rivelerà a Natsuki come in realtà sua madre l'abbia tradita, cercando di venderla proprio alla fondazione Searrs quando era poco più di una bambina, generando così la collera del Primo Distretto che la eliminò, facendo nascere in Natsuki il desiderio di vendetta che guida le sue azioni per buona parte della serie.
Il Primo Distretto è comandato da tre anziane signore, esperte sulle HiME.
Il Primo Distretto è finanziato dalla casa farmaceutica Isakawa e dalla Searss Foundation.
Sarà distrutto da Shizuru in preda alla frenesia negli ultimi episodi della serie. Le tre anziane signore a capo del Primo Distretto saranno uccise da Shizuru.

## Fujino Shizuru
Shizuru Fujino (藤乃静留?, Fujino Shizuru): 
Seiyu: Naomi Shindoh
È il presidente del Consiglio studentesco del Fuuka Gakuen. Estremamente posata e riflessiva, Shizuru è particolarmente legata alle tradizioni del Giappone. Il suo accento, tipico della regione del Kansai ed in particolare della città di Kyōto (Kyoto-ben), oltre ai suoi modi di fare sempre disponibili e affabili, la rendono particolarmente amata dalla maggior parte degli studenti della scuola, tanto ragazzi quanto ragazze.
Oltre a lei, nel Consiglio studentesco siedono Reito, Tate, Yukino e Haruka, unica fra tutti gli studenti a nutrire una vera e propria ostilità nei confronti di Shizuru, probabilmente per il fatto di essersi candidata ed essere stata sconfitta durante le precedenti elezioni.
Per quanto riguarda la sua natura di HiME, Shizuru non si scopre per buona parte della serie, rivelando la propria identità solo quando non potrà più osservare e proteggere Natsuki, della quale è segretamente innamorata, dalla distanza. Il fatto che Natsuki rifiuti i suoi sentimenti porta ad un profondo mutamento nel carattere di Shizuru che, fuori di sé, inizierà a scagliarsi contro tutti coloro che per qualche motivo hanno fatto soffrire Natsuki nel tentativo che questa rimanga l'ultima HiME.
Questo sentimento nascosto e all'apparenza non corrisposto rende Shizuru un vero e proprio idolo per i fan del genere yuri. Alcuni di loro, invece, sostengono la tesi che il sentimento di Shizuru sia corrisposto, prendendo come base per la loro argomentazione l'evoluzione di Duran che altrimenti non potrebbe essere spiegata in nessun altro modo e il fatto che le due ragazze siano l'una la MIP dell'altra.
Per quanto riguarda l'Element di Shizuru, si tratta di una naginata a sezione multipla, arma tradizionale giapponese simile ad una lancia e solitamente associata alle donne.

### Kiyohime
Child di Shizuru, ricorda un'Hydra e si riferisce chiaramente all'entità leggendaria, giapponese Kiyohime. Ha un corpo tozzo, violaceo, e sei teste di serpente. È anche in grado di volare.

### Tokiha Takumi
Takumi Tokiha (鴇羽巧海?, Tokiha Takumi): 
Seiyu: Yugo Takahashi
È il fratellino minore di Mai. Malato di cuore, ha la necessità di affrontare un'operazione delicata che può essere compiuta solo negli Stati Uniti, cosa questa che lo rende spesso nervoso. Infatti, Takumi si rende perfettamente conto d'essere un peso per la sorella, nonché la causa di tutti i suoi sforzi e dei lavori che Mai è costretta a compiere per poter mettere da parte i soldi per l'operazione. Questo fa sì che il giovane Takumi provi nei confronti della sorella sentimenti contrastanti.
Divide la sua stanza del dormitorio del Fuuka Gakuen con Akira, della quale è anche la MIP (persona più importante).

### Tate Yuuchi
Yuuichi Tate (楯祐一?, Tate Yūichi): 
Seiyu: Seki Tomokazu
Frequenta, insieme a Mai, lo stesso corso di studi presso il Fuuka Gakuen e fa parte del Consiglio studentesco della scuola. In passato, Tate era anche membro del club di kendō che non frequenta più a causa di una ferita al ginocchio, sebbene il presidente di tale club, Masashi Takeda, non perda occasione per cercare di convincere Yuuichi per tornare all'attività agonistica.
All'interno della scuola, si prende spesso cura di Shiho Munakata, amica d'infanzia verso la quale nutre un sentimento di amore fraterno. Di per contro, i suoi sentimenti sono esclusivamente rivolti verso Mai, sebbene egli stesso non ne sia del tutto consapevole fino agli ultimi episodi della serie. Inoltre, Tate è la MIP (persona più importante) sia di Mai che di Shiho.

### Harada Chie
Seiyu: Mitsuki Saiga
È una delle prime persone ad accogliere Mai e Takumi nel Fuuka Gakuen. Ha un carattere particolarmente espansivo, è sempre a caccia di pettegolezzi, ed adora immortalare i momenti topici grazie alla fotocamera del suo videofonino.
La si vede spesso insieme ad Aoi, cosa questa che – insieme al più chiaro ed evidente rapporto intessuto in Mai-Otome – fa leggere in chiave yuri la relazione esistente fra le due.

### Senou Aoi
Seiyu: Ryoko Shintani
Insieme a Chie, è una delle più importanti amiche di Mai all'interno dell'accademia. Ha un carattere gentile e disponibile e la si vede spesso in compagnia di Chie.
Anche per lei valgono le stesse considerazioni espresse per Harada e per i fan del genere yuri, a tutti gli effetti, le due ragazze compongono una coppia, sebbene nell'anime non esisti nulla di concreto a comprovare o smentire tale tesi.

## Minagi Mikoto
Mikoto Minagi (美袋命?, Minagi Mikoto): 
Seiyu: Ai Shimizu
È una delle studentesse più giovani del Fuuka Gakuen. Le sue origini rimangono sconosciute. Di lei si sa solo che è alla ricerca del suo Ani-Ue (termine raffinato che significa "fratello maggiore") che, secondo quanto le dice il nonno, vivrebbe proprio nella Terra di Fuuka.
Con il trascorrere delle vicende, il tanto ricercato fratello, si rivelerà essere Reito.
Mikoto viene salvata dall'equipaggio del traghetto dove si trovano anche Mai e Takumi durante il trasferimento alla Terra di Fuuka. Questo fa sì che la giovane e ribelle Mikoto – dal carattere fortemente ingenuo, simile a quello di un animaletto spaurito – instauri un rapporto di dipendenza nei confronti di Mai, con la quale peraltro dividerà la stanza nel dormitorio dell'accademia e che si prenderà cura della giovane HiME come se fosse sua sorella minore.
Caratterialmente, Mikoto spicca per questa sua profonda ingenuità e per la forza e l'impegno con i quali cerca di ritrovare il fratello che crede perduto. Il suo sentimento nei confronti di Mai rimane ambiguo e c'è chi nonostante tutto lo legge in chiave yuri, sebbene a differenza delle altre relazioni esistenti nella serie, questa sia forse la meno palese in tale ottica.

### Miroku
È tanto il nome dell'Element quanto quello del Child di Mikoto. Nel primo caso si riferisce all'enorme spadone che la ragazzina porta sempre con sé e dal quale non si separa mai. Nel secondo caso, si riferisce invece al Child vero e proprio che compare solo nell'episodio finale della serie e che ha le forme di un ogre e che viene anche chiamato Protettore del Principe d'Ossidiana.

### Kanzaki Reito
Reito Kanzaki (神崎黎人?, Kanzaki Reito): 
Seiyu: Toshihiko Seki
È il fratello naturale di Mikoto, nonché Principe d'ossidiana anche se tale identità rimarrà segreta per tutto l'arco della serie o quasi. Come molti degli altri, conduce una doppia vita: per tutti è un ragazzo disponibile e degno di fiducia che riveste la carica di vicepresidente del Consiglio studentesco dell'accademia. Ma in realtà è appunto colui che ha dato vita al Carnival delle HiME.
Reito nutre dei sentimenti molto forti nei confronti di Mai, sebbene poi Tokiha preferirà a lui Tate, e come Principe d'ossidiana vorrebbe costruire un mondo nuovo proprio insieme a Mai, ultima sopravvissuta al Carnival.

## Yuuki Nao
Nao Yuuki (結城奈緒?, Yūki Nao): 
Seiyu: Yuuka Nanri
È una delle HiME più ambigue di tutta la serie. Segnata da un'infanzia molto dura, ha sviluppato un odio molto forte nei confronti degli uomini che, grazie alla sua avvenenza, utilizza a proprio piacimento. Ha un carattere capriccioso, ribelle, in perenne contrasto con tutto quanto è costituito e che ricorda, pertanto, una Natsuki con qualche anno in meno. Ciò che differenzia le due è il fatto che Natsuki, nonostante il suo odio per il mondo, ha avuto la fortuna di avere qualcuno al suo fianco, ovvero Shizuru, in grado di amarla nonostante tutto e di rappresentare, quindi, per lei una figura positiva.
Gli Elements che in qualità di HiME Nao riesce a materializzare sono degli artigli molto simili a quelli di Freddy Kruger. Per quanto riguarda la sua MIP si tratta di sua madre, in coma da molti anni.

### Julia
È il Child guardiano di Nao e ricorda nelle sembianze un grosso ragno con la coda di uno scorpione. A causa dell'odio che Nao inizierà a nutrire nei confronti di Natsuki, Julia sarà distrutto da Kiyohime.

## Munakata Shiho
Shiho Munakata (宗像詩帆?, Munakata Shiho): 
Seiyu: Sakura Nogawa
Fa parte del gruppo delle HiME che frequentano l'accademia Fuuka Gakuen ed è particolarmente legata a Tate che a tutti gli effetti considera suo fratello e che solo più tardi nella serie si scoprirà essere la sua persona più importante (MIP). Shiho è molto possessiva nei suoi confronti e infatti cercherà di fare tutto quanto in suo potere pur di allontanare Mai da Tate.
Dei suoi genitori non si sa nulla, l'unico vero parente che compare nella serie è suo nonno, custode del Tempio di Fuuka.
Per quanto riguarda il suo Element, esso è rappresentato da un flauto traverso che sembra richiamare il potere del suo Child.

### Yatagarasu
Child dalle forme che ricordano tanto un pipistrello, quanto un corvo, è il guardiano e compagno di Shiho. La HiME non si crea nessuno scrupolo nell'utilizzarlo per seminare il caos nella scuola quando scopre i sentimenti che stanno nascendo fra Mai e Tate.

## Okuzaki Akira
Akira Okuzaki (尾久崎晶?, Okuzaki Akira): 
Seiyu: Sanae Kobayashi
Appartiene al clan ninja Okuzaki. La sua identità di HiME resta segreta per buona parte della serie per volere del padre, capo appunto del clan Okuzaki. Per poter indagare meglio su quanto avviene nell'accademia, Akira vien fatta passare per un ragazzo e si ritrova a condividere la stanza con il fratellino di Mai, Takumi.
In realtà, Akira è a tutti gli effetti una HiME. Il suo Element è un pugnale a doppia lama e la sua MIP proprio Takumi, primo fra l'altro a scoprirne l'identità segreta.

### Genmai
Genmai è il Child di Akira e ricorda, nel sembiante, una rana gigante. Ha la capacità di creare una forte luce capace di bloccare momentaneamente gli avversarsi di Akira.

## Kikukawa Yukino
Yukino Kikukawa (菊川雪之?, Kikukawa Yukino): 
Seiyu: Noto Mamiko
Oltre ad essere la segretaria del Consiglio studentesco, è anche una delle HiME. È una ragazzina introversa e timida, dotata di un carattere fragile e fortemente legata ad Haruka sin da quando erano bambine.
Molti fan del genere yuri vedono i suoi sentimenti nei confronti di Haruka sotto l'ottica di un amore non corrisposto, teoria questa che viene sostenuta sia in base al fatto che Haruka è la MIP di Yukino, ma anche a causa di alcuni speciali presenti appunto negli omake della serie che sviluppano e chiarificano il loro rapporto.
In qualità di HiME, Yukino utilizza un particolare specchio come suo Element. Va anche detto che tale specchio è una sorta di monitor dove vengono trasmesse le immagini raccolte da Diana.

### Diana
È l'unico Child della serie che ricorda un vegetale piuttosto che un animale. Il suo corpo rimane sempre nell'ombra, sottoterra e non viene quasi mai inquadrato, a tradire come le parti più importanti di tale Child siano i suoi tentacoli e le sue spore, con le quali Diana può sia raccogliere informazioni esterne (come se fossero delle telecamere), che creare illusioni.

### Suzushiro Haruka
Haruka Suzushiro (珠洲城遥?, Suzushiro Haruka): 
Seiyu: Ryoka Yuzuki
È il capo del Comitato Esecutivo del Consiglio Studentesco, sebbene la sua carica sia più un contentino, una concessione da parte di Shizuru. Ha un carattere estroverso e molto deciso, istintivo, lunatico e facile alla collera. Sin da quando è stata sconfitta da Shizuru nelle elezioni per diventare Presidente del Consiglio Studentesco (per 817 voti contro 12) non perde occasione per misurarsi con la HiME che solitamente chiama con una serie di epiteti poco felici, il più famoso dei quali è bubuzuke.

## Sugiura Midori
Seiyu: Yukari Tamura
Midori Sugiura compare all'inizio dell'anime come cameriera insieme a Mai presso il locale Linden Baum. Sebbene all'inizio dichiari di avere 17 anni è ovvio come la sua età sia ben diversa, infatti con il procedere delle vicende, Midori inizierà ad insegnare storia presso l'istituto e si scoprirà come in realtà sia una studiosa di archeologia che sta lavorando alla sua tesi di dottorato proprio sulla Terra di Fuuka. Inoltre si verrà a sapere come in passato abbia frequentato il liceo insieme all'attuale infermiera del Fuuka Guakuen, Sagisawa Youko.
Midori è anche una HiME e come tale il suo Element è rappresentato da un'alabarda a doppia lama. La sua persona più importante (MIP) invece, è il suo professore di archeologia che nella serie non compare.

### Gakuten-O
È il Child di Midori e rappresenta una sorta di leone i cui artigli posteriori mutano fino a diventare delle ruote, cosa questa che garantisce al Child la possibilità di coprire in breve tempo grandi distanze e produrre potenti tornado in grado di travolgere i propri avversari.

### Sagisawa Youko
Seiyu: Akiko Kimura
Youko è l'infermiera che lavora al Fuuka Gakuen e che si prende cura della salute degli studenti. La si vede spesso in compagnia di Reito e di Shizuru e altrettanto spesso fa compagnia alle sortite avventurose di Midori, con la quale ha frequentato insieme il liceo.

## Himeno Fumi
Seiyu: Yukana Nogami
Fumi è forse, fra le HiME quella che più resta in ombra. È la cameriera e governante personale della preside bambina del Fuuka Gakuen, Mashiro e, in qualità di HiME è in grado di evocare un'enorme falce che rappresenta il suo Element.

### Suishou no Hime – Mashiro Kazahana
Seiyu: Yukana
Suishou no Hime è forse il Child dalla natura più complessa di tutto Mai-HiME. Infatti esso è al contempo sia un Child sia l'attuale preside bambina dell'istituto, Mashiro Kazahana. In realtà, nel precedente ciclo delle HiME (avvenuto 300 anni prima), Mashiro era la compagna di Kagutsuchi, l'ultima HiME le cui vere spoglie riposano in una teca di cristallo nel cuore della Terra di Fuuka.
Attualmente appare con l'aspetto della preside; in queste sembianze è anche il Child di Fumi.
Nagi la chiama "Regina dell' Ade", e si intuisce come non provenga da questo mondo. Alla fine dell'anime scompare con Nagi nel mondo da cui proviene.

### Homura Nagi
Seiyu: Ishida Akira
Personaggio assolutamente ambiguo e dubbio, Nagi rimane uno dei misteri di tutto Mai-HiME. Lo si vede spesso nei dintorni dell'accademia e di lui è chiaro come sia in possesso di enormi informazioni sulle HiME, ma la sua natura resta velata dal mistero. A volte, infatti, aiuta le guerriere dando loro preziose informazioni sulla natura dei Child e sulla sorte delle MIP (Most Important Person), altre agisce come se ne fosse il nemico, evocando soprattutto nella prima parte dell'anime gli Orphan che si muovono per la Terra di Fuuka.
Negli ultimi episodi della serie si scoprirà come non sia altro che un burattino nelle mani del Principe d'ossidiana.

## Higurashi Akane
Seiyu: Junko Iwao
Compagna di classe e collega di lavoro di Mai al Linden Baum, Akane è un'altra componente del gruppo delle HiME. Ha un carattere dolce e disponibile ed è anche molto timida. Innamorata da sempre di Kazuya, teme la reazione del suo compagno di classe quando verrà a conoscenza del suo segreto.
I suoi Elements sono una coppia di tonfa dorati. Come è facile immaginare, invece, la sua persona più importante (MIP) è proprio Kazuya che sarà anche il primo a morire a seguito della sconfitta del Child di Akane.

### Harry
Dalle sembianze simili a quelle di una tigre gigante, Harry è il Child che si vede meno in tutta la serie. Viene sconfitto da Miyu.

## Yukariko Sanada
Seiyu: Kikuko Inoue
Yukariko Sanada oltre ad essere una suora che presta servizio presso la chiesa dell'accademia, è anche una delle HiME della serie. Solitamente viene chiamata con il titolo di sorella e dimostra un carattere fragile e quasi sempre un immenso disagio quando si trova a misurarsi con gli uomini.
Durante il corso della serie finirà con l'innamorarsi del professore Wataru Ishigami che per tale motivo rappresenta la MIP (persona più importante) della suora. Il suo Element è un arco.

### Vlast
È il Child di Yukariko e ricorda tanto un unicorno bianco, quanto il cavallo nel gioco degli scacchi. Il potere principale di tale Child è quello di generare illusioni e una delle vittime di tale potere sarà proprio Mai.

### Wataru Ishigami
Seiyu: Miki Shinichiro
È un professore di storia dell'arte presso il Fuuka Gakuen. Caratterialmente è molto ambizioso e intesse rapporti con Nagi nel tentativo di riuscire a proteggere Yukariko, con lo scopo di farla rimanere come ultima HiME del Carnival.

## Searrs Alyssa
Seiyu: Yūko Miyamura
Alyssa Searrs è anche conosciuta come la “falsa HiME”, infatti è l'unica guerriera del gruppo che non è tale per destino. Alyssa è il frutto degli esperimenti genetici della Searrs Foundation. Rimane sconosciuta l'esistenza di un Element di riferimento per Alyssa, sebbene sia probabile che tale elemento non esista affatto e che tutta la difesa di Alyssa ruoti attorno alle azioni di Miyu. Alyssa è in grado di utilizzare due soli attacchi: il primo è di comandare il suo satellite Artemis per disintegrare con il suo raggio distruttore tutto quello che le capita a tiro (per fare quest'operazione però occorrono ore per preparare il satellite). L'altra operazione che Alyssa può fare è creare degli Orphan con i suoi poteri speciali.
Esattamente come Nagi, anche Alyssa può evocare gli Orphans. La sua MIP (persona più importante) è suo padre, direttore della Searrs Foundation.
Anche Alyssa frequenta il Fuuka Gakuen, come studentessa delle elementari ed è anche la solista del coro della scuola.

### Artemis
Artemis non è un vero e proprio Child, in quanto Alyssa non è una vera HiME. Si tratta piuttosto di un satellite lanciato segretamente in orbita attorno al pianeta dalla Fondazione Searrs ed in grado di lanciare sulla terra un raggio distruttivo di immane potere.

### Miyu Greer
Seiyu: Kiyomi Asai
Miyu Greer/M.I.Y.U. (深優・グリーア?) per buona parte della serie si muove in incognito nella scuola che frequenta come una normale studentessa, spacciandosi come figlia adottiva di padre Joseph Greer, prete della chiesa dell'istituto di Fuuka, ma in realtà uomo della Fondazione Searrs.
Il nome di Miyu è in realtà l'acronimo di “Multiple Intelligencial Yggdrasil Unit” e infatti Miyu è in realtà un cyborg il cui scopo è esclusivamente quello di proteggere e difendere la piccola Alyssa.
Essendo appunto un androide, Miyu ha la capacità di utilizzare diverse armi, soprattutto mutando il proprio braccio destro che spesso acquista la forma di una spada. Inoltre, indossa un abito difensivo in Mithril che cambia colore a seconda delle impostazioni di attacco o di difesa.

### Searrs Foundation
Esattamente come il Primo Distretto, si tratta di una società segreta i cui scopi restano spesso in ombra e di cui si sa ben poco. Sembra però sia evidente che la fondazione Searrs contenda al Primo Distretto la capacità di gestire la Stella delle HiME come arma di distruzione di massa.
Il suo Direttore è anche il padre naturale di Alyssa che rappresenta il massimo risultato delle ricerche genetiche della fondazione: ovvero una bimba in tutto e per tutto normale nella quale, alla nascita, è stato infuso il potere delle HiME.
| Controllo di autorità | Europeana agent/base/56587 |